# Чернова (Минская область)
Чернова (бел. Чарнава) — деревня в Червенском районе Минской области Беларуси. Входит в состав Руднянского сельсовета.

## Географическое положение
Расположена в 30 километрах к северо-западуу от Червеня, в 63 км от Минска, в 36 км от железнодорожной станции Смолевичи линии Минск—Орша, на реке Уша.

## История
По письменным источникам известна с XVIII века. В результате II раздела Речи Посполитой 1793 года вошла в состав Российской империи. На 1795 год село в составе Игуменского уезда Минской губернии. На 1800 год являлась шляхетской собственностью, здесь было 24 двора, жили 192 человека, имелись деревянная православная Ильинская церковь и корчма. В середине XIX века село принадлежало помещику Ф. Верентке и относилось к его имению Рудня Чёрная, затем перешла в собственность Слотвинских. В 1888 году в Чернове открылась школа грамоты. Согласно переписи населения Российской империи 1897 года деревня в составе Гребёнской волости, где было 89 дворов, проживали 630 человек, функционировали деревянная православная часовня, церковно-приходская школа, хлебозапасный магазин, корчма и питейное заведение. Вблизи располагалось одноимённое имение в 1 двор, где было 26 жителей. На начало XX века в деревне было 102 двора и 687 жителей, в имении 1 двор, 48 жителей. В этот период здесь была создана окружная крестьянская сигнализация при РСДРП. В августе 1908 и в ноябре 1909 года полиция проводила у её участников обыски, многие из них были арестованы, в связи с чем деятельность организации была практически полностью приостановлена. В 1909 году в Чернове начало работу земское народное училище, в 1912 году одноклассное народное училище было создано на базе церковно-приходской школы. На 1917 год в деревне было 93 двора и 689 жителей. С февраля по декабрь 1918 года она была оккупирована немцами, с августа 1919 по июль 1920 — поляками. После Октябрьской революции 1917 года на базе земского народного училища была открыта рабочая школа 1-й ступени, на 1922 год здесь насчитывалось 100 учеников обоего пола и 2 учителя, при школе работал пункт ликвидации безграмотности среди взрослых, также была небольшая библиотека. 20 августа 1924 года деревня вошла в состав вновь образованного Руднянского сельсовета Червенского района Минского округа (с 20 февраля 1938 — Минской области). Согласно переписи населения СССР 1926 года здесь было 134 двора, где проживали 775 человек. В 1929 году в деревне был организован колхоз имени Александра Червякова, на 1932 год в его состав входили 97 крестьянских дворов. В начале 1930-х в Чернове организовали ещё один колхоз — имени Карла Маркса, при нём была открыта кузница. Во время Великой Отечественной войны деревня была оккупирована немецко-фашистскими захватчиками в конце июня 1941 года. В мае 1942 года жителями Черновы совместно с жителями деревень Черноградь, Великий Бор и Новые Зеленки организован партизанский отряд «Знамя», в октябре того же года вошедший в состав бригады «Разгром». В лесах в районе деревни развернули активную деятельность партизаны бригад «Разгром» и имени Щорса. В районе деревни шли активные бои, погибшие партизаны и советские солдаты были похоронены в двух братских могилах. 47 жителей деревни погибли на фронтах. Освобождена в начале июля 1944 года. В 1965 году на братских могилах были установлены памятники-обелиски с мемориальными надписями. На 1960 год население деревни составило 655 человек. На 1997 год в деревне было 179 домохозяйств и 500 жителей, тогда здесь располагались центральная усадьба совхоза имени Щорса, животноводческая ферма, мастерские по ремонту сельскохозяйственной техники, средняя школа, детские ясли-сад, ветеринарный пункт, библиотека, клуб, магазин, столовая, отделение связи. На 2013 год 131 домохозясйтво, 370 постоянных жителей.

## Инфраструктура
На 2013 год в деревне функционируют сельскохозяйственный филиал «Агро-Бокс Зоотех» совместного белорусско-итальянского предприятия «Унибокс», библиотека, магазин и отделение связи.

## Население
- 1800 — 24 двора, 192 жителя
- 1897 — 90 дворов, 656 жителей (деревня + имение)
- 1908 — 103 двора, 735 жителей (деревня + имение)
- 1917 — 93 двора, 689 жителей
- 1926 — 134 двора, 775 жителей
- 1960 — 655 жителей
- 1997 — 179 дворов, 500 жителей
- 2013 — 131 двор, 370 жителей

## Известные уроженцы
- Крюков, Иван Игнатьевич — участник Великой Отечественной войны, Герой Советского Союза